# Landerrouet-sur-Ségur
Landerrouet-sur-Ségur är en kommun i departementet Gironde i regionen Nouvelle-Aquitaine i sydvästra Frankrike. Kommunen ligger i kantonen Monségur som tillhör arrondissementet Langon. År 2022 hade Landerrouet-sur-Ségur 102 invånare.

## Befolkningsutveckling
Antalet invånare i kommunen Landerrouet-sur-Ségur
Referens:INSEE